# Otto Jungwirth
Otto Jungwirth (* 1933 in Wien) ist ein österreichischer Maler und Kunsterzieher.

## Leben
Von 1953 bis 1957 absolvierte Jungwirth an der Akademie der Bildenden Künste Wien die Meisterschule für Kunsterziehung bei Gerda Matejka-Felden. Im Rahmen dieses Studiums besuchte er auch den von Herbert Boeckl geleiteten Abendakt.
Von 1953 bis 1993 unterrichtete er als Kunsterzieher an Wiener Pflichtschulen. Seit 1957 ist er als freischaffender Maler tätig und stellt sein Werk in zahlreichen Ausstellungen in Österreich und im benachbarten Ausland aus.
Otto Jungwirth ist Mitglied der Wiener Secession. Er steht dem Kreis um den österreichischen Kunsttheoretiker Heimo Kuchling (1917–2013) nahe.

## Werk
Der in der Wiener Leopoldstadt lebende Maler schöpft seine Motive – städtische Motive, Landschaften, Menschendarstellungen und Stillleben – aus seinem unmittelbaren Lebensumfeld, sein stets empathisches Interesse gilt vor allem den am Rande der Gesellschaft Stehenden:
„Mittelpunkt […] seiner Betrachtung, seiner Darstellung ist der Mensch – selbst dann, wenn er eine menschenleere Landschaft malt oder den verlassenen Winkel eines Wiener Grätzels, in dem man die verblassende Aura der von der Zeit und vom Fortschritt Vergessenen noch spürt. Otto Jungwirth ist [ein Künstler], der sich in seiner Malerei um diese Vergessenen kümmert, da sie für ihn etwas Lebendiges, zu Respektierendes darstellen.“

## Ausstellungen (Auswahl)
- Junge Generation (mit Adolf Frohner), Wien, 1960
- Galerie Würthle, Wien, 1965
- Galerie Hämmerle, Götzis, 1966, 1973, 1980, 1982, 1987 und 1988
- Club Galerie, Secession, Wien, 1970
- Stadtbild 1972 (Gruppenausstellung), KON Zentralsparkasse, Wien, 1973
- Galerie auf der Stubenbastei, Wien, 1975 und 1981
- Secession (Gruppenausstellung), Wien, 1979
- Rathausgalerie Brixen/Südtirol, 1983
- Hochschule für künstlerische Gestaltung Linz (Gruppenausstellung zum 70. Geburtstag von Prof. Heimo Kuchling), 1987
- Grebmer & Freunde, Palais Liechtenstein, Feldkirch, 1993
- Stift Seitenstetten, 1998, 2008 und 2020
- Auf schwankendem Grund (Gruppenausstellung zur Erinnerung an die Galerie Hämmerle), Palais Liechtenstein, Feldkirch, 2005
- Galerie Kontur, Wien, 2016
- Heimo Kuchling zum 100. Geburtstag, Werner-Berg-Museum, Bleiburg/Kärnten
- Werkschau aus Anlass des 90. Geburtstags des Künstlers, Galerie Neunzendorf, Ried im Traunkreis, 2023